# Nilamón Toral Azcona
Nilamón Toral Azcona (- Madrid 1983) va ser un comunista espanyol que va participar com a cap de milícies en la guerra civil espanyola al comandament de diverses unitats militars. Fou boxador, membre de la Joventuts Socialistes, abans de la guerra tenia negocis d'importacions i exportacions i també es dedicava a ajudar el seu pare en una fàbrica de farina.
En esclatar la guerra estava complint el servei militar a Madrid com a caporal.

## Guerra civil

### Front del Centre
A la fi d'agost de 1936 es troba en el sector de Somosierra, com a tinent de milícies al capdavant d'una secció de voluntaris anomenats “Els Barbúos”. Formarà part de la Columna Perea, lluitant pel control del port de Navafría, on fou ferit dues vegades i destacat pels seus superiors, de manera que fou ascendit a capità de milícies.
Va passar posteriorment al sector d'El Escorial, posant-se al comandament de la Columna Mangada en substitució de Juan Calvo Calvo. Quan el 31 de gener de 1937 es crea el Cos d'Exèrcit de Madrid i es reorganitza l'exèrcit republicà, la seva Columna Mangada passa a denominar-se 32a Brigada Mixta, dins de la 3a Divisió. En aquesta data apareix ascendit a comandant de milícies.
A l'abril de 1937 és ja Major de milícies, i més tard participarà amb la seva brigada en la batalla de Brunete, contenint el contraatac rebel.

### Fronts d'Aragó i Llevant
A l'agost se li trasllada juntament amb la seva brigada al front d'Aragó; se li donarà llavors el comandament de la 3a Columna, format per la seva 32a Brigada i la 116a Brigada Mixta, amb la qual participarà en la batalla de Belchite. La seva unitat va ser l'encarregada d'ocupar aquest poble després d'una dura lluita.
Al setembre de 1937 se li dona el comandament de la recentment formada 70 Divisió, amb la qual va participar en l'ofensiva sobre Terol, en l'avanç cap al mar dels rebels i en la campanya del Maestrat. En aquesta última operació va demostrar les seves millors qualitats militars, aconseguint contenir a les tropes rebels i només retirant-se en ser superats els seus flancs. Se li va concedir en aquesta campanya el comandament de dues divisions, la 70a i la Divisió Extremadura, quedant enquadrades ambdues en la denominada Agrupació Toral.
El 5 de maig de 1938 va ser ascendit a Tinent coronel de milícies.

### Ofensiva d'Extremadura
El 7 de desembre de 1938 se li dona el comandament d'una Formació militar creada a Extremadura i formada per les divisions 28a, 52a i 6a, que rebrà, de nou, el nom d'Agrupació Toral, i amb la que participaria en la batalla de Valsequillo, l'última ofensiva republicana de la guerra.

### Final de la guerra
En rendir-se la República es retira cap a Alacant. Va ser capturat i internat al camp de concentració d'Albatera.

## Postguerra i dictadura franquista
Va sofrir presó fins a l'any 1944, que va aconseguir sortir encara que seria per poc temps. Al juliol de 1945, quan estava a punt d'incorporar-se com a cap de la guerrilla comunista a la zona de Còrdova, va ser detingut de nou per la policia.
Durant el franquisme va passar molts anys a la presó, sent condemnat tres vegades a mort i passant tres anys incomunicat.

## Semblança
L'opinió que d'ell tenen com a militar diversos autors (Ramón Salas Larrazábal, Perea Capulino) és molt bona, considerant-lo com un dels 3 o 4 caps de milícies més brillants. Tots dos autors també critiquen la falta de suport que va tenir Toral per part del Partit Comunista, que no va dubtar a enaltir d'altres líders milicians de menor vàlua.